# ماما

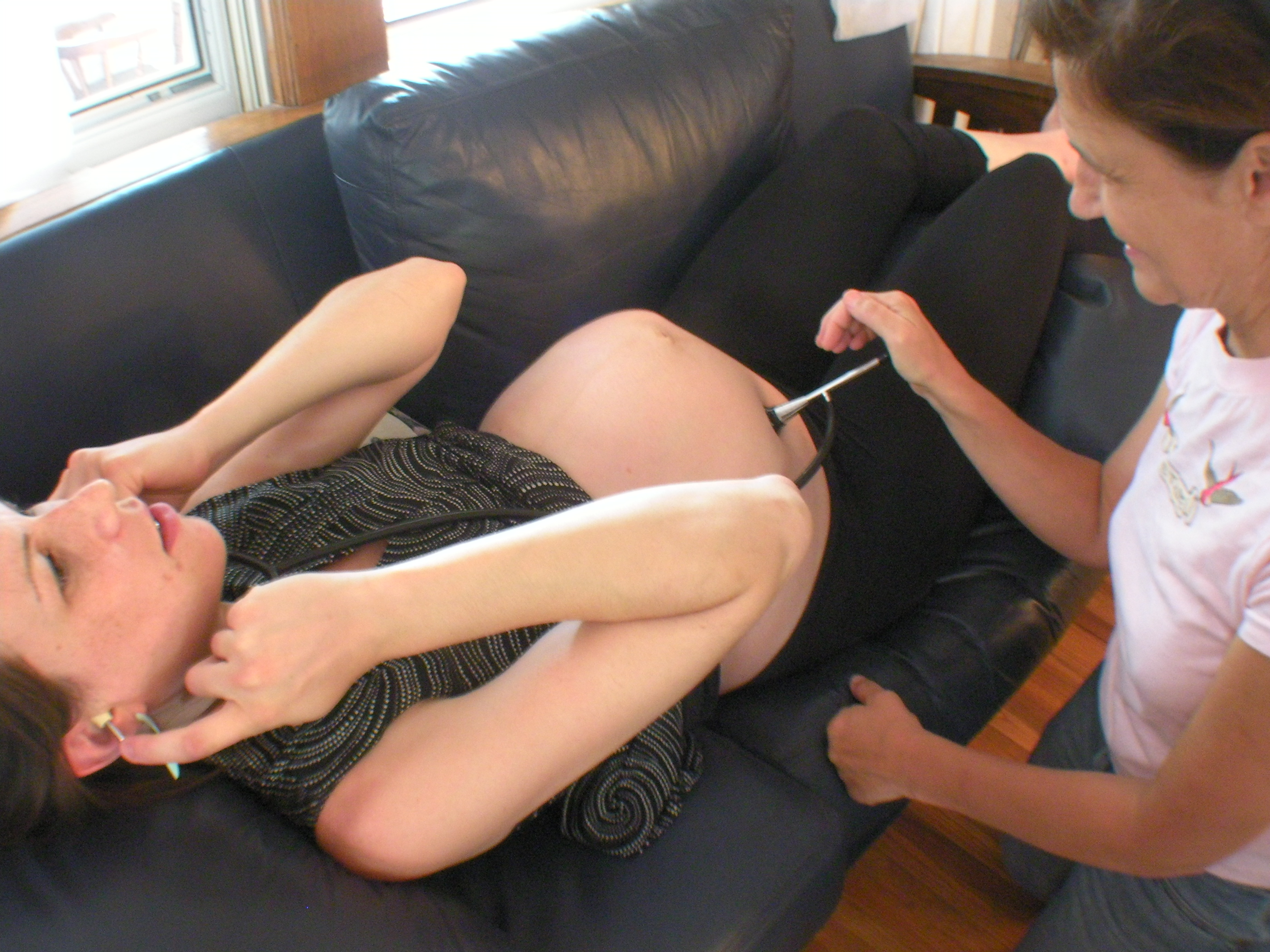
ماما در حال معاینه یک زن باردار

ماما شخصی است که در پزشکی زایمان تبحر دارد. اگرچه این اصطلاح معمولاً برای زنان به کار گرفته می‌شود ولی برای مردان نیز می‌تواند استفاده شود. کارهای ماما مربوط به زایمان، دوران پیش از زایمان و پس از زایمان و به طور عمومی‌تر بهداشت نوزاد و زنان است.